# Christiane Dollard
Pour les articles homonymes, voir Dollard (homonymie).
Œuvres principales
- Comme une feuille au vent d'hiver

- "La goutte de soleil"

- "Les secrets de la Sibylle"
Christiane Dollard est une écrivaine française et ancienne avocate née le 27 août 1925 à Sète et décédée le 8 septembre 2011 à Paris 18e à l'âge de 86 ans,. Elle a été inhumée au Cimetière marin de Sète.
Elle élabora des romans historiques qui s’intéressent à diverses époques historiques telles celles de l'Empire romain ou de la Gaule. Grâce à ses œuvres, le mode de vie propre a plusieurs époques historique se révèle plus clair et aussi plus proche au lecteur ce qui permet de l'introduire au cœur de ces univers antiques et historiques appartenant a un passé lointain. Elle s'est distinguée comme l'une des précurseurs du roman préhistorique avec son ouvrage Goutte de soleil. Christiane Dollard est essentiellement connue par ses œuvres romanesques historiques. Elle écrivait aussi pour la jeunesse,.

## Œuvres principales
- Comme une feuille au vent d'hiver, Éditions Lacour-Ollé
- Dans un castel aux confins du Béarn, Éditions Lacour-Ollé
- Garde la tête haute, mon enfant !, Éditions Lacour-Ollé
- Herculanum, Éditions Lacour-Ollé
- Jusqu'à la fin du monde, Éditions Lacour-Ollé
- La danse des sorciers, Collection Spirale
- La goutte de soleil, Collection Spirale
- La grande tourmente, tome 1, Éditions Lacour-Ollé
- "La grande tourmente, tome II, Éditions Lacour-Ollé
- Le petit enfant amour, Éditions Lacour-Ollé
- Le torque de bronze, tome I: pour l'amour de la Gaule, Éditions Lacour-Ollé
- Le torque de bronze", tome II: la longue route de Marcus vers le premier Noël
- Les masques de Venise, Éditions Lacour-Ollé
- Les roses, tome I, Éditions Lacour-Ollé
- Les roses, tome II, Éditions Lacour-Ollé
- Sur des chemins nouveaux, tome I: le cœur à l'aventure
- Sur des chemins nouveaux tome II: la vie au gré du temps
- Sur le causse de l’Horus le secret des pierres-qui-fondent
- Les Secrets de la sibylle, collection Spirale
- Les Compagnons d'Archimède, collection Spirale
- L'Homme à l'épervier, Bibliothèque Rouge et Or